# Lijst van Nederlandse deelnemers aan de Paralympische Winterspelen 2018
Deze lijst van Nederlandse deelnemers aan de Paralympische Winterspelen 2018 in Pyeongchang geeft een overzicht van de sporters die hebben deelgenomen aan deze Spelen.
Voor Nederland is Esther Vergeer de chef de mission.
| Paralympiër        | Sport       | Onderdeel | Ervaring       |
| ------------------ | ----------- | --------- | -------------- |
| Anna Jochemsen     | Alpineskiën | -         | 2e Paralympics |
| Jeffrey Stuut      | Alpineskiën | -         | -              |
| Jeroen Kampschreur | Alpineskiën | -         | -              |
| Linda van Impelen  | Alpineskiën | -         | -              |
| Niels de Langen    | Alpineskiën | -         | -              |
| Bibian Mentel      | Snowboarden | -         | 2e Paralympics |
| Chris Vos          | Snowboarden | -         | 2e Paralympics |
| Lisa Bunschoten    | Snowboarden | -         | 2e Paralympics |
| Renske van Beek    | Snowboarden | -         | -              |